# David Cal
David Cal Figueroa (Cangas, 10 ottobre 1982) è un canoista spagnolo.

## Biografia
David Cal ottiene il suo primo importante risultato a livello internazionale nel 2003 vincendo l'argento iridato ai Mondiali di Gainesville nel C1-1000 m. L'anno seguente si laurea campione olimpico ai Giochi olimpici di Atene 2004 nella stessa specialità, oltre a vincere un argento nel C1-500 m.
Nel 2005 ai Campionati mondiali disputati a Zagabria conquista un argento sempre nel C1-1000 m, mentre nell'edizione successiva di Duisburg 2007 fa ancora meglio aggiudicandosi un oro, nel C1-500 m e un bronzo nel C1-1000 m. L'anno seguente partecipa alle Olimpiadi di Pechino 2008 che fruttano a Cal due argenti nelle sue discipline preferite.
Sale sul secondo gradino del podio anche ai Mondiali di Seghedino 2011, ancora una volta nel C1-1000 m. Convocato per i Giochi olimpici di Londra 2012 riesce a rimpinguare il palmarès con un ulteriore argento nel C-1 1000 m.

## Palmarès
- Olimpiadi
  - 5 medaglie:

1 oro (C1-1000 m ad Atene 2004).
4 argenti (C1-500 m ad Atene 2004; C1 500 m e 1000 m a Pechino 2008; C1-1000 m ad Londra 2012.
- Mondiali
  - 5 medaglie:

1 oro (C1-1000 m a Duisburg 2007).
3 argenti (C1-1000 m a Gainesville 2003; C1-1000 m a Zagabria 2005; C1-1000 m a Seghedino 2011).
1 bronzo (C1-500 m a Duisburg 2007).
- Campionati europei di canoa/kayak sprint

Poznań 2004: argento nel C1 1000m.
Pontevedra 2007: bronzo nel C1 500m e C1 1000m.